# Syndrome de défaillance multiviscérale
Pour les articles homonymes, voir DMV.
 Mise en garde médicale
Le syndrome de défaillance multiviscérale (SDMV), anciennement connu sous le nom de défaillance multiviscérale (DMV) ou défaillance multisystémique, est un état dans lequel un ou plusieurs organes se détériorent rapidement, nécessitant une intervention médicale pour rétablir l'homéostasie.

## Historique
Pendant de nombreuses années, certains patients étaient vaguement classifiés comme étant en état de « sepsis » ou de « syndrome sepsis ». Par la suite, ces appellations ont été ré-affinées avec une définition plus précise du sepsis, et la création de deux nouveaux concepts : le syndrome de réponse inflammatoire systémique (SRIS) et le syndrome de défaillance multiviscérale (SDMV).

## Définition
Le SDMV est caractérisé par la présence de la dysfonction de plusieurs organes (ou viscères) empêchant le maintien de l'homéostasie (équilibre de l'organisme) sans intervention extérieure.
Organes touchés (leur association devient le SDMV) :
- reins : insuffisance rénale aiguë (IRA)
- poumons : syndrome de détresse respiratoire aiguë (SDRA) / insuffisance respiratoire
- cœur : insuffisance cardiaque (IC)
- foie : insuffisance hépatocellulaire / insuffisance hépatique aiguë (IHA)

## Étiologie
L'état de SDMV résulte de plusieurs facteurs : une infection, une blessure (accident, chirurgie…), une hypoperfusion, un hypermétabolisme, etc. Le sepsis en est la cause la plus commune (la cause primaire déclenchant une réponse inflammatoire), et pouvant d'abord conduire à un choc septique. En absence d'infection, un état ressemblant à un sepsis est appelé « syndrome de réponse inflammatoire systémique » (SRIS).
Le SRIS et le sepsis peuvent tous deux se dégrader en SDMV. Pour résumer : (les termes de SRIS et de sepsis sévère ne sont plus utilisés)
Infection   sepsis  choc septique  syndrome de défaillance multiviscérale

## Diagnostic
Dans les pays anglo-saxons, une échelle permettant de décrire le degré de gravité du SDMV a été développée : le Multiple Organ Dysfunction Score, divisé en 4 niveaux :
- Niveau 1 : le patient est hypovolémique et l'alcalose respiratoire s'installe, accompagnée d'oligurie et d'hyperglycémie
- Niveau 2 : le patient est polypnéique, hypocapnique et hypoxémique ; une défaillance hépatique peut s'installer, ainsi qu'une perturbation hématologique
- Niveau 3 : le patient développe un état de choc, avec un déséquilibre acido-basique et une azotémie perturbée ; des anomalies de la coagulation apparaissent
- Niveau 4 : le patient est dépendant des vasopresseurs et oligurique ou anurique ; une colite ischémique s'installe, ainsi qu'une acidose lactique

Plusieurs scores, tels que le score SOFA ou le score APACHE, permettent d'évaluer l'importance de la défaillance multiviscérale.

## Pronostic
Le taux de mortalité varie de 30 à 100 %, et augmente selon le nombre d'organes touchés. Il n'a pas changé depuis les années 1980, malgré les progrès de la médecine.